# Vysoké Pole
Vysoké Pole (en allemand : Wisokopole, de 1939 à 1945 : Hochfeld) est une commune du district et de la région de Zlín, en République tchèque. Sa population s'élevait à 845 habitants en 2020.

## Géographie
Vysoké Pole se trouve à 7 km au nord-ouest de Valašské Klobouky , à 21 km à l'est-sud-est de Zlín, à 97 km à l'est de Brno et à 272 km au sud-est de Prague.
La commune est limitée par Bratřejov au nord, par Drnovice à l'est, par Vlachova Lhota au sud et par Újezd à l'ouest.

## Histoire
La première mention écrite du village date de 1261.

## Transports
Par la route, Zádveřice-Raková se trouve à 16 km de Slavičín, à 26 km de Zlín, à 120 km de Brno et à 328 km de Prague.